# موتور هوشنغ بامري
موتور هوشنغ بامري (بالإنجليزية: Mowtowr-e Hushang Bamri)‏ هي منطقة سكنية تقع في سيستان وبلوتشستان في إيران.